# حسین لقمانیان
حسین لقمانیان (زاده ۱۳۳۲ در همدان) سیاستمدار اصلاح طلب، رزمنده و جانباز در جنگ ایران و عراق و نماینده مردم همدان در مجلس ششم است.
وی عضو شورای عالی سیاستگذاری ادوار تحکیم وحدت و رئیس شاخه همدان جبهه مشارکت است.
لقمانیان در سال ۱۳۸۱ 
برخلاف اصل ۸۶ قانون اساسی به حبس محکوم شد. 
همچنین او در جریان انتخابات ریاست جمهوری ایران (۱۳۸۸) ریاست ستاد مهدی کروبی در همدان را برعهده داشت.

## بازداشت
حسین لقمانیان در سال ۱۳۸۱ و در زمان نمایندگی مجلس به دلیل نطق پیش از دستوری در اعتراض به «بازداشت فعالین ملی مذهبی» در دادگاه محکوم و سپس دستگیر و به زندان اوین منتقل شد.
او در ۸ آذر ۱۳۷۹ در نطقی در مورد قوه قضائیه با اشاره به دستگیری برخی ملی مذهبی‌ها گفته بود:
کارد دادگاه مطبوعات گلوی آزادی بیان مطبوعات و افراد را بریده‌است و ساحت مجلس قانون گذاری را در تیررس تهدید نهاده‌است، نهاد قضایی که باید افق امید برای دادگری و بالندگی دیگر ارگان‌های دولتی و بستر حق و قانون باشد و روح آزادگی و دموکراسی در مردم و خدمتگزاران مردم بدمد، ابزار قانون‌شکنی و حق کشی و شبح ترس و ناامیدی گشته‌است.
دادگستری تهران طی نامه‌ای به مجلس ضمن رد اعتراضات نمایندگان، از محکومیت حسین لقمانیان به ۱۳ ماه حبس تعزیری حمایت کرد، اما نمایندگان مجلس به اعتراضات خود ادامه دادند.
این اقدام که برخلاف اصل ۸۴ و ۸۶ قانون اساسی بود و «مصونیت پارلمانی نمایندگان» را «نقض» می‌کرد، با واکنش شدید و معترضانهٔ نمایندگان مجلس ششم و دولت محمد خاتمی، احزاب و فعالان سیاسی - اجتماعی رو به رو شد. سرانجام پس از بیست روز از زندانی شدن لقمانیان، واکنش شدید مهدی کروبی، رئیس مجلس ششم قوه قضاییه را مجبور به آزادی حسین لقمانیان کرد.
مهدی کروبی از پشت تریبون مجلس اعلام کرد که اگر قوه قضائیه لقمانیان را آزاد نکند، او از ریاست مجلس استعفا می‌دهد. پس از این سخنان، مهدی کروبی مجلس را ترک و به منزل خود رفت و گفت تا زمانی که این نماینده مجلس و دیگر نمایندگان مصونیت نداشته باشند، پا به مجلس نمی‌گذارد. ساعتی پس از این اعتراض مدنی که از سوی کروبی انجام شد، حسین لقمانیان آزاد شد.
لقمانیان در شهریور ۱۳۸۴ بار دیگر از سوی شعبهٔ هفتم بازپرسی دادسرای کارکنان دولت احضار شد.